# Inscription de Paikuli
L'inscription de Paikuli (kurde : پەیکوڵی , persan : پایکولی, en arabe : بيكولي ) est un corpus de textes bilingues en parthe et en moyen perse gravé sur les blocs de pierre de la tour Paikuli ; cet édifice est situé dans ce qui est aujourd'hui la partie sud du Kurdistan irakien, près du village actuel de Barkal, dans la province d'As-Sulaymaniya, en Irak.
Les blocs de pierre gravés sont conservés au musée de Souleimaniye ; le champ ne contient que les pierres qui ont servi à la construction de la tour. C'est à l'origine un monument dédié à la victoire, destiné à rapporter comment et pourquoi l'empereur sassanide Narseh (également écrit Narses) a évincé son petit-neveu du pouvoir.
En 293, Narseh marcha depuis l'Arménie sassanide en révolte ouverte contre son neveu avec une foule de partisans et d'alliés, dont les noms sont inscrits sur l'inscription.

## Contexte

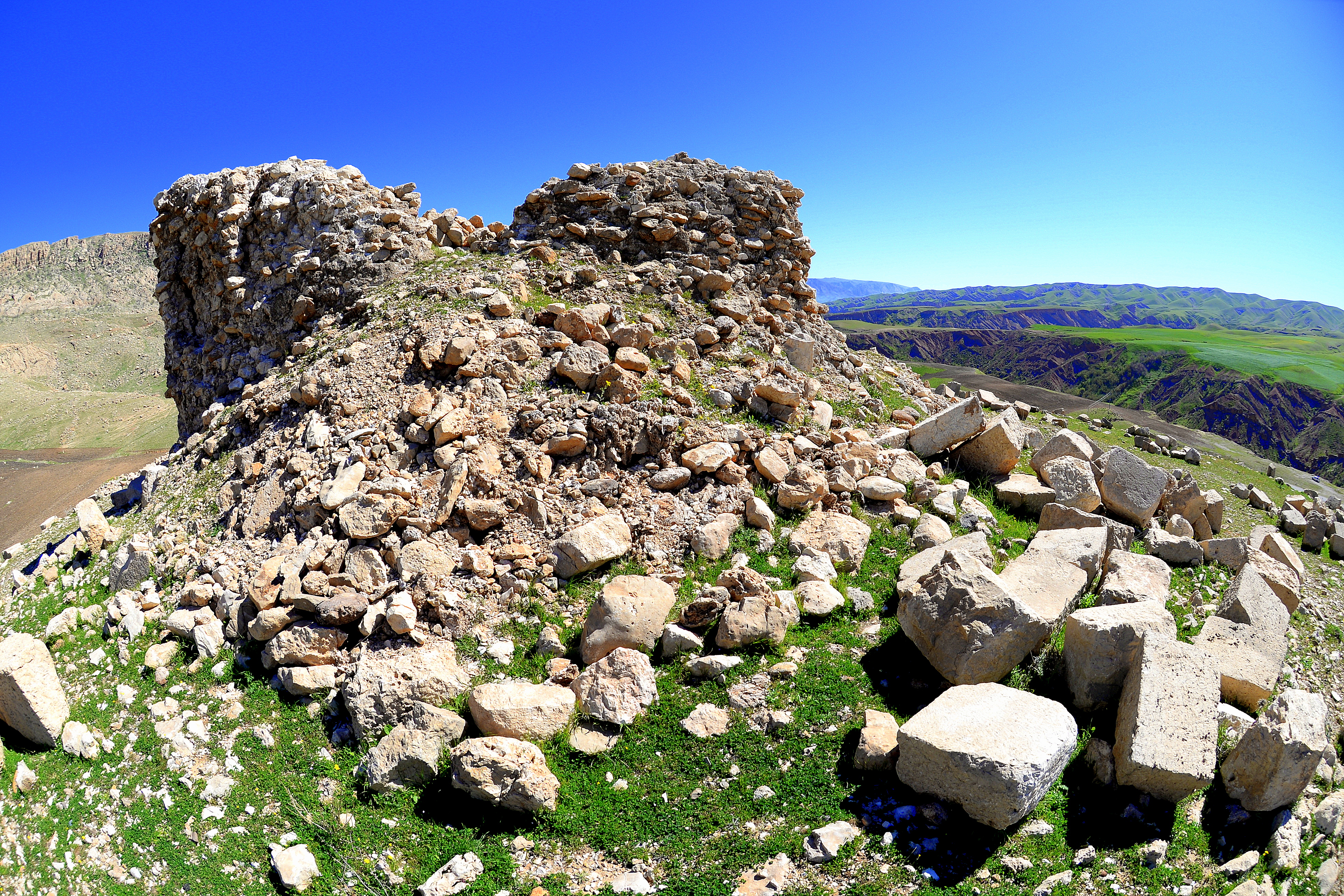
Vestiges de la tour.

L'inscription de Paikuli montre qu'Assuristan (Babylonie) était au moins entre les mains des Achéménides, mais ne dit rien de Nusaybin ni de Singara.
La vassalité d'Amr ibn Adi envers Narsès a été notée par ce dernier dans l'inscription de Paikuli. « Cependant, cette inscription peut ne pas transmettre beaucoup d'informations historiques car elle appartient au genre de la littérature épique composée depuis des temps immémoriaux dans l'ancien Proche-Orient. »
 
Au XIXe siècle, lorsqu'elle fut visitée par plusieurs voyageurs, elle se composait des ruines d'une grande tour carrée, à l'origine recouverte de tous côtés par des blocs de pierre, certains contenant des inscriptions, mais, à l'époque déjà dispersés autour du monument.

## Sassanides
Dans Tabari et les sources qui suivent son œuvre, ainsi que dans l'inscription de Paikuli, un fils de Papak appelé Shapur est mentionné comme son successeur, bien que le texte de l'inscription de Paikuli dans laquelle apparaît le roi Shapur ne soit pas clair en raison de longues lacunes du texte. Certains suggèrent que Narsès dans l'inscription cherchait à comparer sa succession au trône avec celle de son grand-père Ardashir Ier, tout comme Ardashir avait succédé à Shapur.

## Musée
Le musée de Sulaymaniyah, au Kurdistan irakien, a ouvert le 10 juin 2019 une nouvelle galerie dédiée à la tour de Paikuli, à son inscription et au roi Narseh. Le musée Sulaymaniyah est le seul musée qui expose ces objets historiques.